# Belgica Glacier
Belgica Glacier är en glaciär i Antarktis. Den ligger i Västantarktis. Argentina, Chile och Storbritannien gör anspråk på området. Belgica Glacier ligger 273 meter över havet.
Terrängen runt Belgica Glacier är kuperad. Trakten är obefolkad. Det finns inga samhällen i närheten. 